# Menkib
Menkib (ζ Persei / ζ Per / 44 Persei) es la tercera estrella con mayor brillo en la constelación de Perseo, por detrás de Mirfak (α Persei) y Algol (β Persei).
Su magnitud aparente es +2,85.
No debe ser confundida con la vecina Menchib (ξ Persei), ocasionalmente también llamada Menkib.
Es miembro de la Asociación estelar Perseus OB2 o «Asociación estelar de Zeta Persei», llamada así por las estrellas de tipo O y B que contiene.
Dicha asociación se encuentra a una distancia aproximada del sistema solar de 960 años luz.

## Características
Menkib es una supergigante blanco-azulada de tipo espectral B1Ib muy caliente —su temperatura efectiva alcanza los 22.040 K— y enormemente luminosa, siendo su luminosidad equivalente a la de 105.000 soles.
Tiene un diámetro 21 veces más grande que el del Sol y rota con una velocidad de rotación proyectada de 54 km/s.
Su contenido metálico es algo inferior al solar, siendo su índice de metalicidad [Fe/H] = -0,08.
Una estrella de estas características tiene una vida corta: se estima su edad actual en unos 12,6 millones de años y, con una masa de 19 masas solares, no le queda mucho tiempo para explosionar como una supernova.
Dos compañeras lejanas completan el sistema estelar de Menkib. La primera de ellas, denominada Menkib B, es una estrella blanco-azulada de tipo B8 y magnitud +9,16, situada a unas 3900 UA de la estrella principal; emplea al menos 50.000 años en completar una órbita alrededor de la estrella primaria.
La otra posible acompañante, Menkib E, es una estrella blanca de tipo A2 tan alejada —su distancia proyectada es de 36.000 UA— que no se sabe con certeza si está gravitacionalmente unida a Menkib.